# Canon PowerShot A
Le Canon PowerShot A sono una serie di macchine fotografiche prodotte dalla Canon di cui fanno parte sia modelli di fascia bassa "punta e scatta" sia modelli di fascia alta prosumer capaci di rivaleggiare con le ammiraglie Canon serie G.

## Modelli
La produzione inizia con la serie A5 che era una "punta e scatta" veramente basilare.
La serie Axx che seguì offriva -nella maggior parte dei modelli- controlli manuali completi in un corpo macchina abbastanza massiccio.
Le serie A100/200/3xx/4xx sono invece modelli più spogli con pochissimi controlli manuali.
La serie Axx si è divisa nella A5xx (rimpiazzata poi dalla A1xxx), A6xx e A7xx (più tardi sostituita dalla A2xxx).
| Modello                | Data di lancio | Sensore                           | Obiettivo (35 mm equiv.)   | Processore          | Display                     | Memoria                            | Dimensione W×H×D (mm) | Peso (solo corpo, g) | Foto                                            | Note |
| Serie A5               | Serie A5       | Serie A5                          | Serie A5                   | Serie A5            | Serie A5                    | Serie A5                           | Serie A5              | Serie A5             | Serie A5                                        | Serie A5 |
| ---------------------- | -------------- | --------------------------------- | -------------------------- | ------------------- | --------------------------- | ---------------------------------- | --------------------- | -------------------- | ----------------------------------------------- | --- |
| A5                     | aprile 1998    | 1 MP 1024 × 768 px 1/3" CCD       | 35 mm                      |                     | 2" fisso                    | CF                                 | 105 × 68 × 33         | 240                  |                                                 | [ 1 ] |
| A5 zoom                | ottobre 1998   | 1 MP 1024 × 768 px 1/3" CCD       | 28–70 mm (2,5×) f/2,6–4,0  | 103 × 68 × 37       | 2" fisso                    | CF                                 | 260                   |                      | Introdotto lo zoom                              | |
| A50                    | aprile 1999    | 1 MP 1280 × 960 px 1/2,7" CCD     | 28–70 mm (2,5×) f/2,6–4,0  | 103 × 68 × 37       | 2" fisso                    | CF                                 | 260                   |                      | [ 3 ]                                           | |
| Serie Axx              |                |                                   |                            |                     |                             |                                    |                       |                      |                                                 | |
| A10                    | maggio 2001    | 1,3 MP 1/2,7"                     | 35–105 mm (3×)             |                     | 1,5" fisso                  | CF                                 | 110,3 × 71,0 × 37,6   | 250                  |                                                 | Corpo macchina ridisegnato ex novo |
| A20                    | maggio 2001    | 2,0 MP 1/2,7"                     | 35–105 mm (3×)             |                     | 1,5" fisso                  | CF                                 | 110,3 × 71,0 × 37,6   | 250                  |                                                 | Corpo macchina ridisegnato ex novo |
| A30                    | marzo 2002     | 1,3 MP 1/2,7"                     | 35–105 mm (3×)             |                     | 1,5" fisso                  | CF                                 | 110,3 × 71,0 × 37,6   | 250                  |                                                 | |
| A40                    | marzo 2002     | 2,0 MP 1/2,7"                     | 35–105 mm (3×)             |                     | 1,5" fisso                  | CF                                 | 110,3 × 71,0 × 37,6   | 250                  |                                                 | |
| A60                    | marzo 2003     | 2,0 MP 1/2,7"                     | 35–105 mm (3×)             | 101,0 × 64,0 × 31,5 | 1,5" fisso                  | CF                                 | 215                   |                      | Più piccola e più leggera                       | |
| A70                    | marzo 2003     | 3,2 MP 1/2,7"                     | 35–105 mm (3×)             | 101,0 × 64,0 × 31,5 | 1,5" fisso                  | CF                                 | 215                   |                      | Più piccola e più leggera                       | |
| A80                    | ottobre 2003   | 4,0 MP 1/1,8"                     | 38–114 mm (3×)             | 1,5" orientabile    | 103,1 × 64,4 × 34,7         | CF                                 | 250                   |                      | Introdotto il display orientabile               | |
| A75                    | marzo 2004     | 3,2 MP 1/2,7"                     | 35–105 mm (3×)             | 1,8" fisso          | 101,0 × 64,0 × 31,5         | CF                                 | 200                   |                      | Bottone Print/Share, impugnatura ridisegnata    | |
| A85                    | settembre 2004 | 4,0 MP 1/2,7"                     | 35–105 mm (3×)             | 1,8" fisso          | 101,0 × 64,0 × 31,5         | CF                                 | 200                   |                      | Bottone Print/Share, impugnatura ridisegnata    | |
| A95                    | settembre 2004 | 5,0 MP 1/1,8"                     | 38–114 mm (3×)             | 1,8" orientabile    | 103,1 × 64,4 × 34,7         | CF                                 | 250                   |                      | Versione aggiornata dell'A80                    | |
| Modello                | Data di lancio | Sensore                           | Lenti (35 mm equiv.)       | Processore          | Display                     | Memoria                            | Dimensione W×H×D (mm) | Peso (solo corpo, g) | Foto                                            | Note |
| Serie A100/200/3xx/4xx |                |                                   |                            |                     |                             |                                    |                       |                      |                                                 | |
| A100                   | aprile 2002    | 1,2 MP 1/2,7"                     | 39 mm                      |                     | 1,2"                        | CF                                 | 110 × 58 × 36,6       | 175                  |                                                 | Nuova serie di fascia bassa, con corpo di forma differente e priva di zoom ottico                                                                       |
| A200                   | giugno 2002    | 2,0 MP 1/3,2"                     | 39 mm                      | 1,5"                |                             | CF                                 | 110 × 58 × 36,6       | 175                  | [ 5 ]                                           | |
| A300                   | aprile 2003    | 3 2 MP 1/2,7"                     | 33 mm                      | 1,5"                |                             | CF                                 | 110 × 58 × 36,6       | 175                  | Nuova chiusura scorrevole dell'obiettivo        | |
| A310                   | marzo 2004     | 3 2 MP 1/2,7"                     | 33 mm                      | 1,5"                |                             | CF                                 | 110 × 58 × 36,6       | 175                  | Bottone Print/Share                             | |
| A400                   | settembre 2004 | 3,2 MP 1/3,2"                     | 45–100 mm (2,2×)           | 1,5"                | SD                          | 107,0 × 53,4 × 36,8                | 165                   |                      | Zoom ottico                                     | |
| A410                   | settembre 2005 | 3,2 MP 1/3,2"                     | 41–131 mm (3,2×)           | 1,5"                | SD                          | DIGIC II                           | 103 × 51,8 × 40,3     | 150                  |                                                 | Prima A4xx con DIGIC II |
| A420                   | febbraio 2006  | 4,0 MP 1/3"                       | 39–125 mm (3,2×)           | 1,8"                | SD                          | DIGIC II                           | 103 × 51,8 × 40,3     | 150                  |                                                 | Prevalentemente venduta in Europa, non negli USA |
| A430                   | febbraio 2006  | 4,0 MP 1/3"                       | 38–152 mm (4,0×)           | 1,8"                | SD                          | DIGIC II                           | 103 × 51,8 × 40,3     | 150                  |                                                 | Prevalentemente venduta negli USA; prima A4xx con microfono.                                                                                            |
| A450                   | febbraio 2007  | 5,0 MP 2592 × 1944 px 1/3" CCD    | 38–122 mm (3,2×) f/2,8–5,1 | 2,0" 86 000 px      | SD, SDHC, MMC               | DIGIC II                           | 106 × 52 × 40         | 165                  |                                                 | [ 8 ] |
| A460                   | marzo 2007     | 5,0 MP 2592 × 1944 px 1/3" CCD    | 38–152 mm (4,0×) f/2,8–5,8 | 2,0" 86 000 px      | SD, SDHC, MMC               | DIGIC II                           | 106 × 52 × 40         | 165                  |                                                 | [ 8 ] |
| A470                   | gennaio 2008   | 7,1 MP 3072 × 2304 px 1/2,5" CCD  | 38–132 mm (3,4×) f/3,0–5,8 | DIGIC III           | 2,5" 115 000 px             | SD, SDHC, MMC, MMC+, HC MMC+       | 105 × 55 × 41         | 165                  |                                                 | [ 9 ] |
| A480                   | marzo 2009     | 10,0 MP 3648 × 2736 px 1/2,3" CCD | 37–122 mm (3,3×) f/3,0–5,8 | DIGIC III           | 2,5" 115 000 px             | SD, SDHC, MMC, MMC+, HC MMC+       | 92 × 62 × 31          | 140                  |                                                 | [ 10 ] |
| A490                   | febbraio 2010  | 10,0 MP 3648 × 2736 px 1/2,3" CCD | 37–122 mm (3,3×) f/3,0–5,8 | DIGIC III           | 2,5" 115 000 px             | SD, SDHC, SDXC, MMC, MMC+, HC MMC+ | 94 × 62 × 31          | 135                  |                                                 | [ 11 ] |
| A495                   | febbraio 2010  | 10,0 MP 3648 × 2736 px 1/2,3" CCD | 37–122 mm (3,3×) f/3,0–5,8 | DIGIC III           | 2,5" 115 000 px             | SD, SDHC, SDXC, MMC, MMC+, HC MMC+ | 94 × 62 × 31          | 135                  |                                                 | [ 11 ] |
| Serie A5xx             |                |                                   |                            |                     |                             |                                    |                       |                      |                                                 | |
| A510                   | marzo 2005     | 3,2 MP 2048 × 1536 px 1/2,5" CCD  | 35–140 mm (4×) f/2,6–5,5   |                     | 1,8" 115 000 px             | SD                                 | 91 × 64 × 38          | 180                  |                                                 | Nuovo corpo più piccolo e leggero; replaced A75 |
| A520                   | marzo 2005     | 4,0 MP 2272 × 1704 px 1/2,5" CCD  | 35–140 mm (4×) f/2,6–5,5   |                     | 1,8" 115 000 px             | SD                                 | 91 × 64 × 38          | 180                  | Nuovo corpo più piccolo e leggero; replaced A75 | |
| A530                   | febbraio 2006  | 5,0 MP 2592 × 1944 px 1/2,5" CCD  | 35–140 mm (4×) f/2,6–5,5   | DIGIC II            | 1,8" 77 000 px              | SD                                 | 90 × 64 × 43          | 170                  |                                                 | Inizia la serie delle A5xx di fascia bassa con meno modalità manuali e nessun supporto per lenti di conversione a differenza delle A5xx di fascia alta. |
| A540                   | febbraio 2006  | 6,0 MP 2816 × 2112 px 1/2,5" CCD  | 35–140 mm (4×) f/2,6–5,5   | DIGIC II            | 2,5" 85 000 px              | SD                                 | 90 × 64 × 43          | 180                  |                                                 | Inizia la serie delle A5xx di fascia bassa con meno modalità manuali e nessun supporto per lenti di conversione a differenza delle A5xx di fascia alta. |
| A550                   | marzo 2007     | 7,1 MP 3072 × 2304 px 1/2,5" CCD  | 35–140 mm (4×) f/2,6–5,5   | DIGIC II            | 2,0" 86 000 px              | SD, SDHC, MMC                      | 91 × 64 × 43          | 160                  |                                                 | Modello di fascia bassa |
| A560                   | marzo 2007     | 7,1 MP 3072 × 2304 px 1/2,5" CCD  | 35–140 mm (4×) f/2,6–5,5   | DIGIC III           | 2,5" 115 000                | SD, SDHC, MMC                      | 91 × 64 × 43          | 165                  |                                                 | Modello di media qualità, manca del supporto per lenti di conversione e di modalità manuale completa                                                    |
| A570 IS                | marzo 2007     | 7,1 MP 3072 × 2304 px 1/2,5" CCD  | 35–140 mm (4×) f/2,6–5,5   | DIGIC III           | 2,5" 115 000                | SD, SDHC, MMC                      | 90 × 64 × 43          | 175                  |                                                 | Aggiunto lo stabilizzatore ottico d'immagine |
| A580                   | Gennaio 2008   | 8,0 MP 3264 × 2448 px 1/2,5" CCD  | 35–140 mm (4×) f/2,6–5,5   | DIGIC III           | 2,5" 115 000                | SD,SDHC, MMC,MMC+, HC MMC+         | 94 × 65 × 41          | 175                  |                                                 | Modello di fascia bassa, manca del supporto per lenti di conversione e di modalità manuale completa                                                     |
| A590 IS                | Gennaio 2008   | 8,0 MP 3264 × 2448 px 1/2,5" CCD  | 35–140 mm (4×) f/2,6–5,5   | DIGIC III           | 2,5" 115 000                | SD,SDHC, MMC,MMC+, HC MMC+         | 94 × 65 × 41          | 175                  |                                                 | Aggiunta la tecnologia Motion Detection e la correzione automatica occhi rossi, modalità manuale completa.                                              |
| Modello                | Data di lancio | Sensore                           | Obiettivo (35 mm equiv.)   | Processore          | Display                     | Memoria                            | Dimensione W×H×D (mm) | Peso (solo corpo, g) | Foto                                            | Note |
| Serie A6xx             |                |                                   |                            |                     |                             |                                    |                       |                      |                                                 | |
| A610                   | ottobre 2005   | 5,0 MP 2592 × 1944 px 1/1,8" CCD  | 35–140 mm (4×) f/2,8–4,1   | DIGIC II            | 2,0" orientabile 115 000 px | SD, MMC                            | 105 × 66 × 49         | 235                  |                                                 | Replaced A95 |
| A620                   | ottobre 2005   | 7,1 MP 3072 × 2304 px 1/1,8" CCD  | 35–140 mm (4×) f/2,8–4,1   | DIGIC II            | 2,0" orientabile 115 000 px | SD, MMC                            | 105 × 66 × 49         | 235                  |                                                 | Replaced A95 |
| A630                   | settembre 2006 | 8,0 MP 3264 × 2448 px 1/1,8" CCD  | 35–140 mm (4×) f/2,8–4,1   | DIGIC II            | 2,5" orientabile 115 000 px | SD, SDHC, MMC                      | 109 × 66 × 49         | 245                  |                                                 | Corpo di colore argento |
| A640                   | settembre 2006 | 10,0 MP 3648 × 2736 px 1/1,8" CCD | 35–140 mm (4×) f/2,8–4,1   | DIGIC II            | 2,5" orientabile 115 000 px | SD, SDHC, MMC                      | 109 × 66 × 49         | 245                  |                                                 | Corpo di colore nero |
| A650 IS                | agosto 2007    | 12,1 MP 4000 × 3000 px 1/1,7" CCD | 35–210 mm (6×) f/2,8–4,8   | DIGIC III           | 2,5" orientabile 115 000 px | SD, SDHC, MMC, MMC+, HC MMC+       | 112 × 68 × 56         | 200                  |                                                 | Aggiunta la stabilizzazione dell'immagine, aumentata la massima sensibilità del CCD portandola a 1600 ISO e DIGIC III.                                  |
| Serie A7xx             |                |                                   |                            |                     |                             |                                    |                       |                      |                                                 | |
| A700                   | aprile 2006    | 6,0 MP 2816 × 2112 px 1/2,5" CCD  | 35–210 mm (6×) f/2,8–4,8   | DIGIC II            | 2,5" 115 000 px             | SD, MMC                            | 95 × 67 × 43          | 200                  |                                                 | Nuovo corpo più piccolo e leggero; Replaced A85 |
| A710 IS                | settembre 2006 | 7,1 MP 3072 × 2304 px 1/2,5" CCD  | 35–210 mm (6×) f/2,8–4,8   | DIGIC II            | 2,5" 115 000 px             | SD, SDHC, MMC                      | 98 × 67 × 41          | 210                  |                                                 | Aggiunta stabilizzazione dell'immagine |
| A720 IS                | agosto 2007    | 8,0 MP 3264 × 2448 px 1/2,5" CCD  | 35–210 mm (6×) f/2,8–4,8   | DIGIC III           | 2,5" 115 000 px             | SD, SDHC, MMC, MMC+, HC MMC+       | 97 × 67 × 42          | 200                  |                                                 | Aumentata la massima sensibilità del CCD portandola a 1600 ISO e DIGIC III.                                                                             |
| Modello                | Data di lancio | Sensore                           | Obiettivo (35 mm equiv.)   | Processore          | Display                     | Memoria                            | Dimensione W×H×D (mm) | Peso (solo corpo, g) | Foto                                            | Note |
| Serie A1xxx            |                |                                   |                            |                     |                             |                                    |                       |                      |                                                 | |
| A1000 IS               | agosto 2008    | 10,0 MP 3648 × 2736 px 1/2,3" CCD | 35–140 mm (4×) f/2,7–5,6   | DIGIC III           | 2,5" 115 000 px             | SD, SDHC, MMC, MMC+, HC MMC+       | 96 × 63 × 31          | 155                  |                                                 | Sostituisce A590 IS, nuovo corpo riprogettato più sottile, senza controlli manuali.                                                                     |
| A1100 IS               | marzo 2009     | 12,1 MP 4000 × 3000 px 1/2,3" CCD | 35–140 mm (4×) f/2,7–5,6   | DIGIC IV            | 2,5" 115 000 px             | SD, SDHC, MMC, MMC+, HC MMC+       | 96 × 63 × 31          | 155                  |                                                 | [ 24 ] |
| A1200                  | Marzo 2011     | 12,1 MP 4000 × 3000 px 1/2,3" CCD | 28–112 mm (4×) f/2,8–5,9   | DIGIC IV            | 2,7" 230 000 px             | SD, SDHC, SDXC, MMC, MMC+, HC MMC+ | 97,5 × 62,5 × 30,7    | 185                  |                                                 | Controllo PTP limitato, nessun filtro UV, nessun controllo manuale, non può rimettere a fuoco durante la registrazione video                            |
| Serie A2xxx            |                |                                   |                            |                     |                             |                                    |                       |                      |                                                 | |
| A2000 IS               | agosto 2008    | 10,0 MP 3648 × 2736 px 1/2,3" CCD | 36–216 mm (6×) f/3,2–5,9   | DIGIC III           | 3,0" 230 000 px             | SD, SDHC, MMC, MMC+, HC MMC+       | 102 × 64 × 32         | 185                  |                                                 | Sostituisce A720 IS, nuovo corpo riprogettato più sottile, senza controlli manuali.                                                                     |
| A2100 IS               | aprile 2009    | 12,1 MP 4000 × 3000 px 1/2,3" CCD | 36–216 mm (6×) f/3,2–5,9   | DIGIC IV            | 3,0" 230 000 px             | SD, SDHC, MMC, MMC+, HC MMC+       | 102 × 64 × 32         | 185                  |                                                 | [ 24 ] |
| Serie A3xxx            |                |                                   |                            |                     |                             |                                    |                       |                      |                                                 | |
| A3000 IS               | febbraio 2010  | 10,0 MP 3648 × 2736 px 1/2,3" CCD | 35–140 mm (4×) f/2,7–5,6   | DIGIC III           | 2,7" 230 000 px             | SD, SDHC, SDXC, MMC, MMC+, HC MMC+ | 97 × 58 × 28          | 125                  |                                                 | Primo modello della serie A ad usare batterie Li-ion |
| A3100 IS               | febbraio 2010  | 12,1 MP 4000 × 3000 px 1/2,3" CCD | 35–140 mm (4×) f/2,7–5,6   | DIGIC III           | 2,7" 230 000 px             | SD, SDHC, SDXC, MMC, MMC+, HC MMC+ | 97 × 58 × 28          | 125                  |                                                 | Primo modello della serie A ad utilizzare batterie Li-ion                                                                                               |
| A3200 IS               | 2011           | 14,1 MP 4320 × 3240 px 1/2,3" CCD | 28–140 mm (5×) f/2,8–5,9   | DIGIC IV            | 2,7" 230 000 px             | SD, SDHC, SDXC, MMC, MMC+, HC MMC+ | 95,1 × 56,7 × 24,3    | 149                  |                                                 | |
| A3300 IS               | 2011           | 16,0 MP 4608 × 3456 px 1/2,3" CCD | 28–140 mm (5×) f/2,8–5,9   | DIGIC IV            | 3,0" 230 400 px             | SD, SDHC, SDXC, MMC, MMC+, HC MMC+ | 95,1 × 56,7 × 24,3    | 149                  |                                                 | Caratteristiche Smart AUTO avanzate |

## Caratteristiche
Il software di Breezesys aggiunge la possibilità di scatto remoto da computer tramite connessione USB ed è presente nei primi modelli di Powershot A fino a quelli prodotti intorno al 2006. Cioè i modelli A30, A40, A60, A70, A75, A80, A85, A95, A300, A310, A400, A510, A520, A620, A640. I modelli più recenti generalmente non hanno questa funzione.
Molti modelli, dalla A450 alla A720, possono usare il firmware aggiuntivo CHDK, che permette ad esempio di scattare in formato RAW oppure comandare a distanza il pulsante di scatto attraverso un collegamento USB.